# Pontiac Phoenix
El Pontiac Phoenix es un coche compacto vendido desde 1977 hasta 1984 por Pontiac. Hubo dos generaciones del Phoenix, ambos basados en los populares modelos de Chevrolet, y ambos usaron la designación de la plataforma GM X. El nombre de Phoenix proviene del ave en las mitologías de los persas, griegos, egipcios, chinos y fenicios que vivirían por alrededor de 500 a 1.000 años, mueren en un fuego autoinfligido y renace de las cenizas.
El Pontiac Phoenix (1977-1979) se basa en gran medida en el Chevrolet Nova. La plataforma «X» tomo mucho prestado de la plataforma F previamente establecida que fue la base del Pontiac Firebird.
El Phoenix fue sustituido por el Grand Am en 1985.

## 1977-1979
El Pontiac Phoenix de tracción trasera fue introducido en 1977 como un modelo de lujo superior al Pontiac Ventura, y sustituyó al Ventura en su totalidad en 1978. El Phoenix se diferencia del Ventura, en sólo pequeños detalles como la parrilla. Estaba disponible como cupé dos puertas o sedán cuatro puertas, un cupé hatchback dos puertas se ofreció en 1979 solamente. Había tres niveles de acabado de la primera generación: base, LJ y SJ. Los Motores disponibles son el 231 pulgadas cúbicas (3,8 L) V6 de 110 caballos de fuerza (82 kW) de Buick y el 305 pulgadas cúbicas (5,0 L) V8 de 140 caballos de fuerza (104 kW) de Chevrolet acoplado a una transmission de tres cambios automática o transmisión manual de cuatro cambios montada al piso.

## 1980-1984
En 1980, el Phoenix se trasladó a la tracción delantera,  (plataforma X de tracción delantera) y estaba disponible como un dos puertas cupé o un cinco puertas hatchback. Los modelos LJ y SJ estaban disponibles para esta generación. Hubo una actualización menor del exterior en 1983 (incluyendo un cambio de nombre de la LJ y SJ de LE y SE, respectivamente).
Al igual que con los automóviles hermanos de tracción delantera (el Chevrolet Citation, Buick Skylark y Oldsmobile Omega), el Phoenix rápidamente se hizo conocido y venerado por su pobre calidad de construcción y numerosos retiros, especialmente en los primeros modelos.